# Un altro giro di giostra
Un altro giro di giostra è l'ultimo libro scritto dal giornalista Tiziano Terzani, uscito nella prima metà del 2004.
Diversamente dalle opere precedenti quali Buonanotte, signor Lenin, il libro in questione non ha un fine giornalistico; non contiene cioè la descrizione di eventi che, in quel caso dagli anni settanta in poi, hanno profondamente cambiato il volto dell'Asia. 
È invece un libro che descrive gli ultimi viaggi di Terzani (da New York a sperduti paesi dell'India, fino al ritiro in un ashram nel Tamil Nadu a studiare i Vedānta, prima, e sull'Himalaya, poi) alla ricerca di una cura per il cancro che lo colpì personalmente; ma è anche, e soprattutto, uno straordinario viaggio alla ricerca del Sé; come scritto nel libro, infatti, "la pace è da cercare dentro".
Egli con il passare dei mesi, e da quel girovagare passando dalle più moderne macchine "spara-radiazioni" americane alla delicata medicina ayurvedica, fino all'omeopatia, prese coscienza e si rese presto conto che, inconsciamente, si era messo per l'ultima volta in viaggio per curare una malattia che colpisce tutti: la paura della morte.

## Adattamenti
Nel 2007 Milo Vallone cura la regia dell'adattamento teatrale dell'opera, che vede la colonna sonora affidata alle musiche composte da Sergio Rendine.

## Edizioni
- Tiziano Terzani, Un altro giro di giostra, collana Il Cammeo, Longanesi & C., 2004,  p. 578, ISBN 88-304-2142-1.

- Tiziano Terzani, Un altro giro di giostra, TEA, 2004,  p. 578, ISBN 978-88-502-1673-4.